# Gustav Boström
John Gustav Boström, född 31 maj 1901 i Afghanistan, död 9 januari 1979 i Sundbyberg, var en svensk teolog och gymnasielärare.
Boström blev teologie doktor vid Lunds universitet 1928 på en avhandling om Paronomasi i den äldre hebreiska maschallitteraturen. Han blev docent i Gamla testamentets exegetik samma år. Han blev lektor vid Högre allmänna läroverket i Kalmar 1934 och var därefter lektor vid Högre realläroverket å Norrmalm, Stockholm, 1939–1967. 
Boström utgav läroböcker i kristendomskunskap för skolbruk samt medverkade under signaturen G. Bsm i Svensk uppslagsbok.